# Joe Edwards
Joe Frank Edwards Jr. (Richmond, 3 de fevereiro de 1958) é um ex-astronauta norte-americano.

## Carreira militar
Formado em engenharia aeroespacial pela Academia Naval dos Estados Unidos em 1980, foi qualificado com aviador-naval em fevereiro de 1982 e serviu em esquadrões de combate de F-14 Tomcat no Líbano em 1983. Em 1986, formou-se na prestigiada Escola de Piloto de Teste Naval dos Estados Unidos, atuando depois em testes de novos protótipos modernizados do Tomcat e de novos ângulos de ataque em combate proporcionados pela modernização do desenho da aeronave.
Em 1991, ele foi condecorado com a Cruz de Voo Distinto, por grande coragem e discernimento em missão, depois que, com um olho temporariamente cego, um braço quebrado, sem instrumentos nem comunicação e um pulmão avariado, conseguiu levar seu jato a pousar no porta-aviões USS Dwight D. Eisenhower, após sua cabine ser despedaçada por um pedaço da fuselagem do avião que se soltou a dez mil metros de altura, durante patrulha sobre o Golfo Pérsico. Depois deste acidente, assumiu posição no departamento de operações da força aérea no estado-maior em Washington, D.C.. 
Edwards acumulou na carreira militar mais de 4000 horas de voo em diferentes aeronaves com 650 pousos em porta-aviões.

## Carreira espacial
Em dezembro de 1994 ele foi selecionado para o curso de astronauta da NASA, e após treinamento regulamentar serviu primeiramente em terra no Centro Espacial Lyndon B. Johnson, trabalhando em áreas técnicas do programa do ônibus espacial e da Estação Espacial Internacional (ISS) e comunicador de vôo no Centro de Controle.
Foi ao espaço em janeiro de 1991 na STS-89 Endeavour, oitava missão de acoplamento com a estação orbital soviética Mir, que teve a duração de oito dias.
Em 30 de abril de 2000, Edwards se aposentou da NASA e da Marinha dos Estados Unidos, passando a trabalhar em empresas privadas ligadas à tecnologia espacial e à aviação.